# Бельчусова, Матрёна Владимировна
Матрёна Владимировна Бельчусова — советский хозяйственный, государственный и политический деятель.

## Биография
Родилась в 1916 году в 1-м Нерюктейском наслеге. Член КПСС с 1940 года.
С 1935 года — на хозяйственной, общественной и политической работе. В 1935—1967 гг. — агроном в Верхневилюйском районном земельном отделе, второй секретарь Верхневилюйского райкома КПСС, инструктор Якутского обкома КПСС, секретарь Олекминского райкома КПСС, первый секретарь Якутского райкома КПСС, министр социального обеспечения Якутской АССР. 
Избиралась депутатом Верховного Совета СССР 3-го созыва.
Умерла в 2007 году.
Долгожительница, живёт в Якутске.